# す・またん!
『す・またん!』は、読売テレビ（ytv）で、月曜日から金曜日（祝日除く）の5:08 - 5:58・6:06 - 6:54、および『ZIP！』内で7:40頃 - 7:55に関西ローカルで放送中の朝の情報番組。2010年3月29日番組開始。番組名の「す・またん」（ce matin）は、フランス語で「今朝(けさ)」を意味する。なお、本項では、当番組の出演者が登場する日本テレビ制作・全国ネットの後枠番組（『ズームイン!!SUPER』→『ZIP!』）の関西ローカルパート（7:55頃まで）についても取り上げる。番組名は2024年3月22日までは「朝生ワイド す・またん!」（あさなまワイド す・またん）であったが、同年3月25日より現在の番組名となった。また、同年4月6日から9月28日までは土曜版が放送されていた。

## 概要
読売テレビが平日の朝にローカル情報番組を放送するのは、2006年6月30日まで放送されていた『ゲツキン!』以来3年9カ月ぶりで、『ゲツキン!』終了後は『ズームイン!!SUPER』内でローカルコーナーを差し替え放送していた。
読売テレビは一時、早朝の自社制作から撤退し、日本テレビの『ズームイン!!SUPER』を一部差し替えながらフルネットしていたが、6時台を中心に大阪発の内容に差し替えるパートが目立ったことから、自社制作再開へと再び舵を切ったことになる。
番組開始時の初代プロデューサーの徂徠雅夫がNNNパリ支局長だったことから、番組名にはフランス語で「今朝(けさ)」を意味する「す・またん」（ce matin）と名付けられた。
2011年4月1日より、『ズームイン!!SUPER』に代わって『ZIP!』が開始されたが、当番組は継続することが決まり、『ZIP!』のローカル枠も従来通り、本番組の出演者が担当している。それに伴い、新年度の番宣CMやポスターが制作された。新たに掲げられたキャッチコピーは「朝から全力疾走!!」。また、音声も『ZIP!』本編がステレオ放送のため、本番組もステレオ放送を開始した。なお、『ZIP!』枠内も『す・またん!』と同じスタジオ（読売テレビ(2代目社屋)第2スタジオ）から放送されるが、『ZIP!』枠内では、全国版『ZIP!』で使用される雲のロゴが2021年3月26日までセットに配置されていた。
視聴率については、月亭八方・大平サブローなどが出演していた『ズームイン!!』の関西ローカル枠時代から上昇。2012年3月7日に放送500回、2018年1月18日（木曜日）に2000回へ到達した。2021年12月9日には3000回に到達し記念イベントが催され、同年12月6日 - 10日までの一週間を「3000回記念ウィーク」と称し、かつて当番組のキャスターを務めた辛坊治郎、川田裕美、中谷しのぶの他、稲垣吾郎といった大物をゲストに招いた。
2019年4月1日よりスタジオ内のセット配置や各コーナー内でのテロップ表示や効果音ならびにBGM等も新規にリニューアルされている。
2019年9月2日から第3代社屋内の第1スタジオから放送しているが、2020年9月28日（いずれも月曜日）から放送時間を30分短縮。放送開始時刻を5:50に繰り下げたほか、MC・キャスターの担当曜日も変更した。読売テレビでは、同年の初頭から日本国内で新型コロナウイルスへの感染が拡大していることを背景に、「放送前日の深夜や放送当日の早朝に勤務している番組スタッフの健康と安全を第一に考えたうえでの変更」と説明している。このような事情から、短縮前まで放送していた時間帯（5:20 - 5:50）には、同日から『Oha!4 NEWS LIVE・第2部』（日テレNEWS24制作）の同時ネットをレギュラーで実施していた。
2021年8月30日以降は、放送時間を40分拡大したことによって。2019年3月まで『もうすぐ す・またん！』を編成していた時間帯（5:10）から再び放送している。
2022年3月28日よりスタジオ内のセット配置や各コーナー内でのテロップ表示や効果音ならびにBGM等も2019年4月1日以来再度リニューアルされた。2023年8月28日にリニューアルされ、コーナー名や時刻表示のギミック導入を行うとともに初代テーマソングに復された。また、一部時間帯で裏番組である『めざましテレビ』（フジテレビ）のようにお天気カメラをバックに読売テレビのキャラクターであるシノビーとニン丸が登場して現在時刻をコールするようになった。
2024年3月4日より開始がこれまでより2分早い5:08スタートとなり（番組表での開始時間は5:10のまま）、これに伴い前座番組「おてんきシノビー」は第2部（5:08 - 5:09）が廃止され第1部（5:04 - 5:05）のみとなった。ただし祝日で「す・またん!」放送が無い日に限り第2部（5:08 - 5:09）は放送される。
2024年3月25日よりリニューアルを実施し、番組開始当初から使われていたロゴが一新され、タイトルから『朝生ワイド』の冠が取れたほか、これまでEPGでは『す・またん!』第1部、『す・またん!』第2部、『ZIP!』に分かれていたが、全て正式に『す・またん!&ZIP!』となった。同年4月6日からは土曜版が開始された。
2024年10月1日より『ZIP!』の枠切りが変更されるのに伴い、『す・またん!』が5:10 - 6:54、『ZIP!』が6:54 - 9:00となり両番組は再びEPGが分離されることになった。また『ZIP!』枠内のローカル枠（7:40 - 7:55）を行使する。同年9月28日をもって土曜版の放送は終了となった。

### キャスター
主なキャスターは、読売テレビが平日の早朝に編成していた生放送番組へのレギュラー出演を経験している。辛坊治郎は、読売テレビの解説委員時代に『元気モンTV』・『あさイチ!』を2001年9月まで担当した後に、『ズームイン!!SUPER』で8年6か月間にわたって新聞解説コーナーを担当してきた。当時読売テレビのアナウンサーだった森たけしとは、『あさイチ!』で共演していたほか、辛坊が同局のアナウンサーだった時期に『ズームイン!!朝!』の中継キャスターとしてコンビを組んでいた。
なお、辛坊は当番組の開始を機に、『ズームイン!!SUPER』を降板。番組開始時の番宣CMやポスターでは、「朝の新習慣！」（「新習慣」の新は、○の中に新が入った表記）というキャッチコピーを掲げるとともに、辛坊と森が水をかけられてずぶ濡れになった姿の映像や写真が使われていた。
その一方で、森・辛坊のサポート役として、読売テレビの女性アナウンサーを代々全編のキャスター（女性キャスター）に起用。川田裕美（フリーアナウンサー）は、同局のアナウンサー時代に、『ズームイン!!SUPER』ローカルパートからの続投扱いで当番組初期のキャスターを務めていた。かつて辛坊と『ウェークアップ!ぷらす』で共演していた虎谷温子も、『ズームイン!!SUPER』時代にキャスターを担当。産前産後休暇などで当番組を一時離れていたが、2016年12月から当番組のキャスターに復帰している。また同じく当番組開始当時から出演していた吉田奈央（お天気キャスター⇒司会）や斉藤雪乃も同様で産前産後休暇などで当番組を一時離れていたが、吉田は2019年1月より、斉藤は2019年9月より当番組のキャスターに復帰している。ただし両名とも現在は毎週ではなく隔週・不定期出演となっている。その後吉田は2020年7月より第2子を懐妊したことを公表し、2020年7月29日の出演を最後に2回目の産休に入っている。その後2023年8月より再復帰。）
2018年4月改編からは、読売テレビでスポーツアナウンサーや『情報ライブ ミヤネ屋』の記者・プロデューサー・ニュース解説者を歴任した野村明大と、2017年に同局のアナウンサーとして入社した中村秀香がレギュラーキャスター陣に加わった。野村は月 - 水曜日のニュース解説を担当することから、辛坊のレギュラー出演を木・金曜日に限る一方で、辛坊・野村ともロケ取材へ随時赴く。このため、全曜日に登場するレギュラー出演者は森だけになった。ただし、同年の10月改編からは、同年8月からレギュラー陣に加わった気象予報士の丸田絵里子も全曜日に出演している。
なお、辛坊は2019年3月29日（金曜日）放送分への出演を最後に当番組を勇退。かねてから「番組開始から10年で（自身の出演に）区切りを付けたい」と要望していたことによるもので、同年4月1日（月曜日）放送分からは、全曜日のニュース解説を野村へ一任する。
森は、読売テレビの定年退職（2020年3月31日）を前に、同年1月から有給休暇の消化を優先。出演日を徐々に減らした末に、2月24日（月曜日）放送分から一時的に休演していた。定年退職翌日の4月1日（水曜日）からフリーアナウンサーへ転身したことを機に、同日放送分からメインキャスターとして出演を再開している。4月3日からは、前年（2019年）に同局のアナウンサーとして入社した佐藤佳奈を、金曜日担当のお天気キャスターに抜擢した。
読売テレビのアナウンサーでは、平松翔馬も2017年4月からスポーツキャスター、中村秀香も2018年4月からお天気キャスターを務めている。なお、中村は2019年4月1日から、水曜日のメインキャスターを兼務。2020年7月17日（金曜日）放送分では、佐藤に代わってお天気コーナーを特別に担当した後に、平松と結婚することをエンディングで揃って発表した。
2020年9月28日からは、森の出演日を水 - 金曜日の週3日に短縮する一方で、スポーツキャスターを務めてきた立田恭三（読売テレビアナウンサー）を月・火曜日のMCに起用。虎谷の担当日を月 - 水曜日、中村の担当日を木・金曜日に変更する一方で、スポーツキャスターはこれまで立田や平松を含む5人体制でローテーション担当していたが、この改編により月 - 水曜日は平松、木・金曜日は立田と曜日固定の二人体制となる。なお、中村はこの改編でMCに専念するため、改編前まで兼務していたお天気キャスターの担当を佐藤が引き継ぐ。また、野村と丸田の2名はこれまで通り週5日全曜日出演に変更はない。その後、丸田は2021年2月以降の祝日及び同月15日以降の月曜日は休演し、それ以外の火 - 金曜日の週4日出演に変更となっていたが、同年5月10日以降は再び週5日全曜日出演に戻っている。2021年4月改編からは、前年（2020年）に同局のアナウンサーとして入社した大野晃佳を、月・金曜日担当のスポーツキャスターに抜擢した。また同じく中野雅至（神戸学院大学教授）がレギュラーコメンテーターとして毎週1 - 2回出演するようになった。
2021年8月30日からは、立田が全曜日でMCを担当している。
なお、森は2021年9月から木・金曜日に立田と共同でMCを続けていたが、2022年3月25日（金曜日）放送分をもってMCを勇退。2022年3月28日（月曜日）からのリニューアルで視聴者との交流企画を立ち上げることを機に、この企画を放送する日（毎月第2･第3木曜日の月2回）のみ出演する。また、同日から全曜日を通じて、立田・虎谷・佐藤のトリプルMC体制へ移行。立田がエンタメコーナーの進行を兼ねる一方で、虎谷はニュースコーナー、佐藤は最新のトレンドや視聴者の気になる話題を特集するコーナーを新たに担当する。また、読売テレビ報道局記者（元・アナウンサー）の横須賀ゆきのが火曜日のニュース解説を担当することに伴って、野村の出演日を火曜日以外の週4日へ変更。お天気コーナーには、3月23日（水曜日）放送分をもって番組を勇退する気象予報士の丸田絵里子の後任としてTBSテレビ系列の天気予報（『JNN NEWS』など）を担当する一方で、俳優として大河ドラマへ出演した経験を持つ達淳一（大阪府岸和田市出身）が新たに加わる、なおこれまではお天気キャスターと気象予報士の二人体制であったのが、今後は達の単独による天気担当となる。さらに、スポーツコーナーでは諸國を毎週木・金曜日担当のキャスターに起用、また2021年3月に加入したリポーターの久保葵が隔週（2022年6月以降は毎週）水曜日
のスポーツキャスターに新たに就任。関西地方のプロスポーツチームで長らく活躍した後に、2021年限りで現役を引退したばかりの鳥谷敬や大久保嘉人も不定期でゲストに迎える。この改編により中村、斉藤、武田の3名はレギュラー出演を降板し、今後は不定期での出演となる。中村は妊娠していることもインスタグラムで判明した。(2023年9月改編以降、中村に関しては2025年6月20日まで一回も登場していない。なお大野は同年8月4日に約4か月ぶり、吉田は翌年8月17日に約3年ぶりに、平松は翌年9月25日にリニューアル後としては初出演した。)
2024年4月改編より、これまで立田・虎谷・佐藤のトリプルMC体制であったが、虎谷が総合統括司会となり、立田はニュース担当キャスター、佐藤はエンタメ担当キャスターとなる。
昨年より復帰した吉田はこれまで不定期出演であったが、隔週金曜日に出演となる他、「情報ライブ ミヤネ屋」で3代目アシスタントを務めていた林マオが新たに加入し吉田と隔週でMC担当となる。なお林が加入したことにより「ツキいちanna」の出演メンバーが全員揃い踏みとなった。また2023年度に入社した西尾桃が新たに中継リポーターとして加入する。
なお辛坊・野村が休暇等の不在時に代打で解説をしていた高岡達之（読売テレビ報道局特別解説委員）が隔週金曜日にご意見番としてレギュラー出演する。2022年4月改編以降月2回木曜日に出演していた森も隔週金曜日にご意見番としての出演となる。また中野を筆頭とした日替わりコメンテーターは「ご意見番」と表し引き続き出演する。2024年6月以前は「ゲスト」呼称であったが、2024年6月以降は正式に「コメンテーター」と呼称されるようになった。
2024年10月改編より、Lil かんさいの當間琉巧が毎週火曜日のレギュラー出演者として新規加入する。半年後の2025年3月25日を以て番組卒業。2025年4月改編より當間の後任にAmBitiousの浦陸斗が新たに加入する。
2025年3月末で、諸國、高岡、吉田がそれぞれレギュラー降板、2025年4月改編より『情報ライブ ミヤネ屋』で4代目アシスタントを担当していた澤口実歩が加入し金曜MCを担当する。西尾は澤口の後任で5代目アシスタントを月〜木まで担当するが、金曜の中継リポーターは継続する。また、林も事実上の降板となっている。
なお、放送や番組のグッズなどには、仲里カズヒロ（STUDIO POOL）の作画による出演者の似顔絵が使われている。MCの立田・虎谷・佐藤をモチーフにしたキャラクター「ピヨたつ（立田）」「とらたん（虎谷）」「かなエル（佐藤）」も仲里がデザインを手掛けている。

### 番組構成
毎年1月17日が平日にあたる場合、5時46分前後に神戸市中央区東遊園地などで行われる阪神・淡路大震災犠牲者追悼式典の生中継を本番組内で実施。ただし、2025年は『ten.特別番組「阪神・淡路大震災 30年分のメッセージ」』を本番組の時間帯（5:58 - 6:06は「NNNニュースZIP!」のため一旦中断）ならびに『ZIP!』枠内のローカル枠（7:41 - 7:55）で放送したため、番組自体を休止。
2019年3月29日までは、本編開始前の10分間（5:10 - 5:20）に、『もうすぐ す・またん!』（当番組の女性キャスターとお天気キャスターのみが出演する天気予報中心の直前番組）を生放送。後座番組『ZIP!』でも、当番組の出演者がローカルパートを担当している。実際には、このパートを『す・またん!』の一部とみなすことも多い。2019年4月1日からは、『もうすぐ す・またん!』に代わって、『おてんきシノビー』を単独番組として5:12 - 5:20（2021年8月30日以降は5:02- 5:10）に編成している。
後座番組の『ZIP!』を新聞番組表や公式サイトでは「す・またん!&ZIP!」という形で複合番組（5:10から9:00）で扱っており、実質は5:10から9:00の3時間50分（約4時間）放送されているということになる。また、6:54から9:00においても他の日本テレビ系列局と比べローカルパートの割合が極めて高く、実に半分近くが大阪からの放送となっている。6:54で一度『す・またん!』としての放送を終えたところで一旦中締めとなり、日本テレビ送出の映像に切り替えるが、日本テレビZIP！の『ZIP！特集』が終わる7:40頃（金曜日のみアニメ「すみっコぐらし」本編終了後すぐ）に再び大阪のスタジオに戻っている。ただし、6:30に付いたネットスポンサーのCMに入るタイミングで一旦再び日本テレビに飛び乗り、CM明けの後提供表示時は同局送出のコーナー告知をそのまま放送する。なお、ローカルパート放送中の6:58に『ZIP!』で表示されるネットセールス枠の前提供表示は読売テレビ側で同じ仕様のものが出され、ネットセールス枠内のCM枠・後提供表示（マイスタ前からの天気予報）のみ日本テレビに飛び乗っている。
通常は7:54頃に「あにまるウォッチ！（2回目）」のコーナーが終わると、エンディングとなり大阪発のパートは終了。メインキャスターが『皆さん今日はありがとうございました』と伝えたあと、日本テレビ送出の映像に切り替わり、そのまま9:00まで東京発の『ZIP!』を同時ネットする。その際、2024年11月までは画面下に『ZIP!』の内容をテロップ表示しながらそれに触れて終わることが多かったが、同年12月からは天気・エンディングを伝えたあと『あにまるウォッチ！』を放送して『す・またん！』パートが終了するようになった。また、地震など緊急ニュースで途中終了の場合などの際は東京側のタイムテーブルも大幅変更されている例があり、その際は右下からワイプ映像で日本テレビの映像に切り替わる場合もある。
ただし、オリンピックやサッカーのFIFAワールドカップ・FIFAクラブワールドカップ開催期間中は日本テレビ側の特設コーナーをネットする関係上通常より早く6:58で大阪発のパートを終え、東京発に切り替える。また、日本テレビ系列で行うキャンペーン（『カラダWEEK』、『24時間テレビ』の特集、『ゴールデンまなびウィーク』、『Good For the Planet』他）を放送する場合も同様の措置をとることがある。
祝日の放送では「す・またん ラジオ」と題して、視聴者から寄せられたハガキなどを読むコーナーが設けられることがある（祝日に「す・またん ラジオ」のコーナーが無い場合もある）。番組開始から2020年9月末までは通常スポーツす・またん！やエンタメす・またん！を行う時間帯でコーナーが設けられていたが、2020年10月以降は通常ニュース講座を行う時間帯でこのコーナーが設けられている。2019年度より『ZIP!』が一部の祝日で6:30放送開始となっている。6:30の『ZIP!』オープニングからネット受けを開始し6:31頃から『NNNニュースZIP!』を放送した後、6:39 - 7:20頃まで関西ローカルパートとなり、この編成では森・野村・虎谷のメインの3人は出演しないことがあった。
2023年度以降の祝日は本番組を休止、代替編成扱いとして東京・日本テレビの『ZIP!』をフルネットで放送している。

### 特別企画・連動企画
2010年には、本放送開始前週（3月22日 - 26日）の5:10 - 5:20に事前告知番組『来週す・またん!』、放送前日の3月28日に特別番組『辛坊&森がフランスで奇跡の絶景求めて弾丸珍道中スペシャル!』を放送した。
本放送の開始後は、Twitterと連動。番組開始前の2010年2月24日から、森がつぶやきを行っており、番組開始後も番組公式アカウントや「スポーツ す・またん!」アカウント宛のつぶやきを時々紹介している。なお、公式アカウント宛のつぶやきに対しては、森が自らの一言を加えた上で時折リツイートを行っているが、内容によっては各コーナー担当のアカウント宛に振ることもある。
さらに、森・辛坊を初めとするレギュラー出演者と番組スタッフが「す・またんバンド」を結成。キャスターが交代するたびにメンバーや担当パートを入れ替えながらも、オリジナルCDの発売や東日本大震災復興支援のチャリティコンサートの開催など、番組の枠を越えた活動を随時展開している（詳細後述）。2015年3月29日には、放送5周年記念イベント「す・またん!生誕!5年たったん!ライブ」を松下IMPホールで開催した。2017年には、3月29日で放送開始7周年を迎えたことを記念して、「七回帰（しちかいき）〜す・またん!ベスト7年〜」と称するアルバムをユニバーサルミュージックから発売した。
2019年10月12日に大阪城ホールで10周年イベントを開催予定していたが、台風19号接近による影響で前日の10月11日に急遽中止となっている。なお振替公演については現時点では未定。
2022年9月18日に読売テレビでファン感謝会をやる予定だったが当日JRが計画運休を発表したためインスタで中止。また10時25分からtenコラボは放送。すまたんから立田、虎谷、佐藤、tenからは黒木、岩原、高岡が出演。(中谷は欠席。)
なお、2014年度までは年に1回のペースで、当番組の本番終了後に上泉雄一（森と親交が深い毎日放送アナウンサー）がパーソナリティーを務める毎日放送のラジオでの生ワイド番組（主に『上泉雄一のええなぁ!』）へ森やアシスタントが出演。出演日までに両番組で告知するほか、上泉の担当番組の中で特別に「す・またん! ラジオ」を放送したり、当番組のスタッフが撮影した出演中の映像を、翌日のオープニングで紹介したりしていた。2017年度には、同様の企画を『ドッキリ!ハッキリ!三代澤康司です』（森と親交が深い三代澤康司がパーソナリティを務める朝日放送ラジオ平日午前の生ワイド番組）との間でも実施したほか、森が単独で『上泉雄一のええなぁ!』へのゲスト出演を再開させている。朝日放送→朝日放送テレビのアナウンサーだった三代澤は、2021年3月31日（水曜日）に同局を定年退職。翌4月1日（木曜日）の『ドッキリ!ハッキリ!三代澤康司です』本番前に当番組へゲストで出演したことによって、フリーアナウンサーとしての活動を開始した。
また、エースコックとのコラボです・またん!カレーワンタンタンメンシリーズを関西限定で発売している。これまで2015年に第1弾（初代カレーワンタンタンメン・標準サイズ）、2016年に第2弾（2代目カレーワンタンタンメン・1.5倍サイズ）、2017年に第3弾（辛ワンタンタンメン・1.5倍サイズ）が発売され、2019年1月28日に第4弾（しじみだしフォー味噌味・標準サイズ）が発売された。第4弾(2019年)以降しばらく音沙汰が無かったが、この度2022年10月24日に第5弾（カニカニだし塩味・袋めん、エビエビだし塩味・カップめん）が発売された。
2017年から2019年まで毎年11月に2週間にわたって「森ちゃんのラーメンフェスタ」と題し、「森ちゃんの関西ラーメンファイル」で紹介された店舗が週末（金土日）3日間10店舗ずつ計20店舗が屋台を構える祭典が開催された。2020年は新型コロナウイルスの影響で通常の開催を断念し、「森ちゃんのラーメンフェスタ リモート」と題し、コーナーで紹介された名店のラーメンを最新冷凍技術で製作し販売する試みを行なった。2021年度は行なわれなかったが、2022年度は再開し、11月前半は「大阪城極上カレーストリート」、後半は「大阪城極上ラーメンストリート」と題してそれぞれ開催された。
アンバサダーは森ではなく、前半は虎谷、後半は佐藤がそれぞれ務めた。2023年度・2024年度は「シノビーもぐもぐパーク」と題し前年と同じくラーメンストリートを2週にわたって開催、2023年度は2022年度同様に佐藤が引き続きアンバサダーを務めた。

## 現在の出演者

### 現在
2025年3月31日改編
〇読売テレビアナウンサー △週替わりで担当
| 担当           | 月曜日                              | 火曜日                                                                                 | 水曜日 | 木曜日 | 金曜日 |
| -------------- | ----------------------------------- | -------------------------------------------------------------------------------------- | --- | --- | --- |
| MC             | 虎谷温子〇 立田恭三〇 佐藤佳奈〇    | 虎谷温子〇 立田恭三〇 佐藤佳奈〇                                                       | 虎谷温子〇 立田恭三〇 佐藤佳奈〇                                                                                                | 虎谷温子〇 立田恭三〇 佐藤佳奈〇 | 澤口実歩〇 大野晃佳〇 |
| 解説委員       | 横須賀ゆきの                        | 横須賀ゆきの                                                                           | 野村明大 | 野村明大 | 野村明大△ 高橋克哉△ |
| ニュース       | 立田恭三〇                          | 立田恭三〇                                                                             | 立田恭三〇 | 立田恭三〇 | 大野晃佳〇 |
| スポーツ       | 佐藤佳奈〇                          | 佐藤佳奈〇                                                                             | 佐藤佳奈〇 | 佐藤佳奈〇 | 大野晃佳〇 |
| エンタメ       | 佐藤佳奈〇                          | 佐藤佳奈〇                                                                             | 佐藤佳奈〇 | 佐藤佳奈〇 | 澤口実歩〇 |
| 芸能リポーター | （不在）                            | （不在）                                                                               | （不在） | 長谷川まさ子△ 駒井千佳子△ | （不在） |
| お天気         | 達淳一（気象予報士）                | 達淳一（気象予報士）                                                                   | 達淳一（気象予報士） | 達淳一（気象予報士） | 達淳一（気象予報士） |
| 曜日レギュラー | 足立基浩                            | 浦陸斗                                                                                 | 中野雅至 | 桂吉弥 | 森たけし |
| コメンテーター | 小島よしお 大倉士門 桂小春団治 堀潤 | 小島よしお 武田秀太郎 足立真理 てぃ先生 松陰寺太勇 吉木りさ 秋川雅史 泉房穂 玉木雄一郎 | 小島よしお 馬渕磨理子 入江陵介 吉木りさ 松陰寺太勇 安田美沙子 たけうちほのか 松井一郎 玉木雄一郎 大泉まどか 吉村洋文 武田秀太郎 | 小原ブラス 小島よしお 足立基浩 足立真理 新浜レオン 丸岡いずみ 島田さくら 高橋ユウ 安田美沙子 大泉まどか 田中あいみ 入江陵介 松陰寺太勇 大倉士門 なるみ 堀潤 武田秀太郎 モモコ | 川田裕美 河野良祐 島田さくら 泉房穂 小原ブラス 須田慎一郎 足立基浩 堀潤 高橋ユウ 山之内すず 島田珠代 ゆいちゃみ 今井アンジェリカ 村重杏奈 上重聡 塩月希依音 馬渕磨理子 安田美沙子 |

※太字は全曜日出演者
※2019年以降祝日編成時は、野村とスポーツ担当と芸能人リポーターとフリーアナ（森、斉藤、武田）は入らず基本4人体制。2020年9月以降はMCは立田と通常曜日で入る女性司会者（虎谷or中村）、天気は佐藤と丸田が担当する（丸田は2020年11月3日と2021年2月以降の祝日は欠席で3人体制で出演）。通常屋外で行う天気コーナーはこの編成時に限り屋内スタジオで行う。2022年4月改編以降は総合司会である立田・虎谷・佐藤の3名のみで進行し、番組進行とスポーツ＆エンタメコーナーは立田、ニュースコーナーは虎谷、とれたてリサーチ＆天気コーナーは佐藤がそれぞれ行う。ただし、佐藤がお天気キャスター時代にコーナー最後にやっていたアイドル天気は行わないが、2022年8月11日は久しぶりにアイドル天気を行った。
ただし、新型コロナウイルス感染拡大に伴う緊急事態宣言が大阪府や首都圏などに発出された2020年4月6日 - 6月19日、2021年1月12日 - 3月19日、4月25日 - 6月18日、7月12日 - 9月30日は、芸能リポーターと特集リポーターの出演を見合わせ、女性司会者が進行する形をとっている（宣言解除明けの2021年10月1日から出演再開）。2022年1月26日に芸能コーナーの中西正男が放送終了後に新型コロナ陽性が判明、同日出演していた中村が濃厚接触者となり翌日以降の出演を見合わせた（後日30日に陽性と判明）。これに伴いこの日以降ゲストも当面出演中止となり、毎週1回以上は必ずレギュラー出演している中野も例外なく一時出演中止を余儀なくされたが、翌月2月14日からはスタジオではなく別室からのリモートで出演再開している。
なお2022年7月26日に新型コロナ陽性となった虎谷の療養中のニュースコーナー代役は、27日には野村、28日・29日・8月1日・3日・4日は諸國、8月2日は横須賀がそれぞれ担当している。その後虎谷は8月5日より復帰。
※〇は読売テレビアナウンサー、☆は解説委員

#### MC
- 虎谷温子○（2010年3月30日 - ）
  - 火・水曜担当（2010年3月30日 - 2011年3月30日）
  - 月・木・金曜担当（2011年4月1日 - 2012年9月28日）
  - 水曜担当（2012年10月3日 - 2013年3月27日）
  - 育休取得のため休演（2013年4月1日 - 2016年12月2日）
  - 水・木曜担当（2016年12月7日 - 2017年3月2日）
  - 月・火・木曜担当（2017年3月6日 - 2018年12月27日）
  - 月・火・木・金曜担当（2019年1月7日 - 2020年9月25日）
  - 月〜水曜担当（2020年9月28日 - 2021年3月24日）
  - 月・火・金曜担当（2021年3月29日 - 2022年3月25日）
  - 月〜金曜担当（2022年3月28日 - 2024年3月22日）
  - 月〜木曜・不定期金曜担当（2024年3月25日 - 2025年3月28日）
  - 月〜木曜担当（2025年3月31日 - ）
  - 金曜MC（澤口実歩が休演のため代演　2025年7月25日）
- 立田恭三○（2010年3月29日 - ）
  - スポーツシフト制担当（2010年3月29日 - 2020年9月25日）
  - 月・火曜MC（2020年9月28日 - 2021年3月23日）
  - 木・金曜スポーツ担当（2020年10月1日 - 2021年3月26日・2021年9月2日 - 2022年3月25日）
  - 月〜水・金曜MC（2021年3月29日 - 8月27日）
  - 月〜金曜MC（2021年8月30日 - 2024年3月22日）
  - 月〜木曜・不定期金曜MC（2024年3月25日 - 2025年3月28日）
  - 月〜木曜MC（2025年3月31日 - ）
  - 月・火曜スポーツ担当（2022年3月28日 - 2023年3月28日）
  - 月曜スポーツ担当（2023年4月3日 - 8月21日）
- 佐藤佳奈○（2020年4月3日 - ）
  - 金曜お天気担当（2020年4月3日 - 9月25日）
  - 月・火・金曜お天気担当（2020年9月28日 - 2022年3月25日）
  - 月〜金曜MC（2022年3月28日 - 2024年3月22日）
  - 月〜木曜MC（2024年3月25日 - ）
  - すま金中継ココ行こ！中継リポーター（2024年4月5日 - ）
  - 火・水曜スポーツ担当（2024年10月1日 - 2025年3月26日）
  - 月〜木曜スポーツ担当（2025年3月31日 - ）
  - 金曜MC（澤口実歩が休演のため代演　2025年6月20日）

#### 【金曜日】MC
- 大野晃佳○（2021年3月29日 - 2022年3月23日・2023年8月28日 - ）
  - 月・金曜スポーツ担当（2021年3月29日 - 8月27日）
  - 水曜スポーツ担当（2021年9月1日 - 2022年3月23日）
  - 月曜スポーツ担当（2023年8月28日 - 2024年3月18日）
  - 金曜MC（2024年3月29日 - ）
  - 金曜スポーツ担当（2024年3月29日 - ）
- 澤口実歩○（2025年4月4日 - ）

#### 【金曜日】週替わりご意見番
- 森たけし（2010年3月29日 - ）
  - 月〜金曜MC（2010年3月29日 - 2020年9月25日）
  - 水〜金曜MC（2020年9月30日 - 2021年3月26日）
  - 木・金曜MC（2021年4月1日 - 2022年3月25日）

#### 解説委員
- 野村明大☆（2018年4月2日 - ）水〜金曜日
  - 月〜水曜担当（2018年4月2日 - 2019年3月27日）
  - 月〜金曜担当（2019年4月1日 - 2022年3月25日）
  - 月・水〜金曜担当（2022年3月28日 - 2024年3月22日）
  - 水・木曜担当（2024年3月27日 - 2025年3月27日）
  - 水・木曜・不定期金曜担当（2025年4月2日 - ）
- 横須賀ゆきの☆（2022年3月29日 - ）月・火曜日
  - 火曜担当（2022年3月29日 - 2024年3月19日）
  - 月・火曜担当（2024年3月25日 - ）
- 高橋克哉（2024年3月29日 - ）金曜日（不定期）

#### スポーツ
- 佐藤佳奈○（2024年10月1日 - ）月〜木曜日
  - 火・水曜担当（2024年10月1日 - 2025年3月26日）
  - 月〜木曜担当（2025年3月31日 - ）
- 大野晃佳○（2021年3月29日 - 2022年3月23日・2023年8月28日 - ）金曜日
  - 月・金曜担当（2021年3月29日 - 2021年8月27日）
  - 水曜担当（2021年9月1日 - 2022年3月23日）
  - 月曜担当（2023年8月28日 - 2024年3月18日）
  - 金曜担当（2024年3月29日 - ）

#### お天気
- 達淳一（2022年3月28日 - ）

#### コメンテーター（不定期出演）
- 鈴木美穂、出口保行、川田一輝

#### 特別ゲスト（年1回程度不定期出演）
- 遠藤章造、川田裕美、稲垣吾郎、辛坊治郎、厚切りジェイソン、中江友紀、佐々木蔵之介、黒田みゆ、久本雅美、さすけ、野村修也、松村邦洋、前野彩、森香澄、原菜乃華、藤井秀雄、ミャクミャク、DAIGO、いちのせかつみ、岩城星那、岡尾真虎（リル・リーグ）、酒井藍、Aぇ! group、獣神サンダー・ライガー、森公美子、asmi、サンプラザ中野くん、川畑泰史、辻野かなみ、小泉遥香、原口あきまさ、丘みどり、中川翔子、城田優、八木勇征、アイナ・ジ・エンド、森田まりこ、嶋﨑斗亜、武田真治、のん、福士誠治、立石俊樹、東島京、工藤由愛、松永里愛、空前メテオ、シノビー、Kōki,、渡邊圭祐、綱啓永、ハラミちゃん、鈴木福

#### スポーツ解説

##### 野球部門
- 岩本勉、藪恵壹、山田久志、鳥谷敬、能見篤史、T-岡田、糸井嘉男

##### サッカー部門
- 大久保嘉人

##### ラグビー部門
- 大畑大介、田中史朗

#### 「イマコレMITENA」リポーター
- 斉藤雪乃、武田訓佳、彩羽真矢、中尾周統、久保葵、河野良祐、山本隆弥、アルミカン

#### すま金中継ココ行こ！（毎週金曜日）
- 西尾桃、佐藤佳奈、立田恭三、虎谷温子、中村秀香、黒田真友香、笠間優里、坂井日向子、瀧本怜佳、彩羽真矢、中尾周統、武田訓佳、斉藤雪乃

#### 野村明大が休暇時の代役
- 横須賀ゆきの、小島康裕、山川友基、高岡達之、立田恭三、中野雅至、橋下徹、足立真理

#### 横須賀ゆきのが休暇時の代役
- 野村明大、足立基浩

#### 立田恭三が休暇時の代役
- 諸國沙代子、彩羽真矢、中尾周統、久保葵、長谷川まさ子、大野晃佳、平松翔馬、山本隆弥

#### （当日担当の）女性司会が休暇時の代役
- 野村明大、虎谷温子、中村秀香、諸國沙代子、大野晃佳、吉田奈央、西尾桃 、渡邊幹也 、林マオ、山本隆弥 (他曜日の担当者が主に代理出演)

#### 大野晃佳が休暇時の代役
- 佐藤佳奈、山本隆弥

#### 澤口実歩が休暇時の代役
- 佐藤佳奈、虎谷温子

#### 達淳一が休暇時の代役
- 堀奈津子

#### その他
- 桂吉弥 - 「す・またん!ブイ」うまたんナレーター。ゲストMCやパネラーとして、スタジオに出演することもある。不定期コーナー「吉弥＆デコの関西スイーツファイル」にも出演。
- 窪田信（スポーツニッポン文化部デスク） - 芸能（月1回出演）
- 荒木田範文（週刊女性記者） - 芸能（月1回「裏ネタありMONDAY」に出演）
- 森若佐紀子 - 虎谷、吉田、中谷が司会を担当できない時に代理出演（2013年1月頃から不定期）[注 23]。
- 松尾貴史 - 「関西カレーなる一族」、「松尾＆森＆雪乃の『おじ様ランチ』」及びスタジオゲスト。
- 嘉門タツオ - 「雪乃とカモン！沿線いきあたりばっ旅」及びスタジオゲスト。
- 釈京子 - 「森ちゃんの関西ラーメンファイル」

## 過去の出演者
主要出演者の変遷
△ 週替わりで担当
| 期間       | 期間       | 男性MC   | 男性MC   | 男性MC   | 男性MC            | 男性MC              | 男性MC          | 女性MC              | 女性MC            | 女性MC              | 女性MC                | 女性MC                      | 女性MC            |
| 期間       | 期間       | 月曜     | 火曜     | 水曜     | 木曜              | 金曜                | 土曜            | 月曜                | 火曜              | 水曜                | 木曜                  | 金曜                        | 土曜              |
| ---------- | ---------- | -------- | -------- | -------- | ----------------- | ------------------- | --------------- | ------------------- | ----------------- | ------------------- | --------------------- | --------------------------- | ----------------- |
| 2010.3.29  | 2011.3.31  | 森たけし | 森たけし | 森たけし | 森たけし          | 森たけし            | （放送なし）    | 川田裕美            | 虎谷温子          | 虎谷温子            | 川田裕美              | 川田裕美                    | （放送なし）      |
| 2011.4.1   | 2011.9.30  | 森たけし | 森たけし | 森たけし | 森たけし          | 森たけし            | （放送なし）    | 虎谷温子            | 川田裕美          | 川田裕美            | 虎谷温子              | 虎谷温子                    | （放送なし）      |
| 2011.10.3  | 2011.12.30 | 森たけし | 森たけし | 森たけし | 森たけし          | 森たけし            | （放送なし）    | 虎谷温子            | 川田裕美          | 吉田奈央            | 虎谷温子              | 虎谷温子                    | （放送なし）      |
| 2012.1.4   | 2012.9.28  | 森たけし | 森たけし | 森たけし | 森たけし          | 森たけし            | （放送なし）    | 虎谷温子            | 吉田奈央          | 吉田奈央            | 虎谷温子              | 虎谷温子                    | （放送なし）      |
| 2012.10.1  | 2013.3.29  | 森たけし | 森たけし | 森たけし | 森たけし          | 森たけし            | （放送なし）    | 吉田奈央            | 吉田奈央          | 虎谷温子            | 吉田奈央△ 中谷しのぶ△ | 吉田奈央△ 中谷しのぶ△       | （放送なし）      |
| 2013.4.1   | 2016.3.25  | 森たけし | 森たけし | 森たけし | 森たけし          | 森たけし            | （放送なし）    | 中谷しのぶ          | 中谷しのぶ        | 吉田奈央            | 吉田奈央              | 吉田奈央                    | （放送なし）      |
| 2016.3.28  | 2016.10.28 | 森たけし | 森たけし | 森たけし | 森たけし          | 森たけし            | （放送なし）    | 諸國沙代子          | 中谷しのぶ        | 吉田奈央            | 吉田奈央              | 吉田奈央                    | （放送なし）      |
| 2016.10.31 | 2016.12.2  | 森たけし | 森たけし | 森たけし | 森たけし          | 森たけし            | （放送なし）    | 諸國沙代子          | 中谷しのぶ        | 吉田奈央            | 吉田奈央              | 諸國沙代子                  | （放送なし）      |
| 2016.12.5  | 2016.12.30 | 森たけし | 森たけし | 森たけし | 森たけし          | 森たけし            | （放送なし）    | 諸國沙代子          | 中谷しのぶ        | 虎谷温子            | 虎谷温子              | 諸國沙代子                  | （放送なし）      |
| 2017.1.6   | 2017.3.3   | 森たけし | 森たけし | 森たけし | 森たけし          | 森たけし            | （放送なし）    | 諸國沙代子          | 諸國沙代子        | 虎谷温子            | 虎谷温子              | 諸國沙代子                  | （放送なし）      |
| 2017.3.6   | 2018.3.30  | 森たけし | 森たけし | 森たけし | 森たけし          | 森たけし            | （放送なし）    | 虎谷温子            | 虎谷温子          | 諸國沙代子          | 虎谷温子              | 諸國沙代子                  | （放送なし）      |
| 2018.4.2   | 2018.6.29  | 森たけし | 森たけし | 森たけし | 森たけし          | 森たけし            | （放送なし）    | 虎谷温子            | 虎谷温子          | 斉藤雪乃            | 虎谷温子              | 諸國沙代子                  | （放送なし）      |
| 2018.7.2   | 2018.12.28 | 森たけし | 森たけし | 森たけし | 森たけし          | 森たけし            | （放送なし）    | 虎谷温子            | 虎谷温子          | 武田訓佳            | 虎谷温子              | 諸國沙代子                  | （放送なし）      |
| 2019.1.7   | 2019.3.29  | 森たけし | 森たけし | 森たけし | 森たけし          | 森たけし            | （放送なし）    | 虎谷温子            | 虎谷温子          | 吉田奈央            | 虎谷温子              | 虎谷温子                    | （放送なし）      |
| 2019.4.1   | 2020.7.31  | 森たけし | 森たけし | 森たけし | 森たけし          | 森たけし            | （放送なし）    | 虎谷温子            | 虎谷温子          | 吉田奈央△ 中村秀香△ | 虎谷温子              | 虎谷温子                    | （放送なし）      |
| 2020.8.3   | 2020.9.25  | 森たけし | 森たけし | 森たけし | 森たけし          | 森たけし            | （放送なし）    | 虎谷温子            | 虎谷温子          | 中村秀香            | 虎谷温子              | 虎谷温子                    | （放送なし）      |
| 2020.9.28  | 2021.3.26  | 立田恭三 | 立田恭三 | 森たけし | 森たけし          | 森たけし            | （放送なし）    | 虎谷温子            | 虎谷温子          | 虎谷温子            | 中村秀香              | 中村秀香                    | （放送なし）      |
| 2021.3.29  | 2021.8.27  | 立田恭三 | 立田恭三 | 立田恭三 | 森たけし          | 森たけし 立田恭三   | （放送なし）    | 虎谷温子 諸國沙代子 | 虎谷温子          | 中村秀香            | 中村秀香              | 虎谷温子                    | （放送なし）      |
| 2021.8.30  | 2022.3.25  | 立田恭三 | 立田恭三 | 立田恭三 | 森たけし 立田恭三 | 森たけし 立田恭三   | （放送なし）    | 虎谷温子            | 虎谷温子          | 諸國沙代子 中村秀香 | 中村秀香              | 虎谷温子                    | （放送なし）      |
| 2022.3.28  | 2024.3.22  | 立田恭三 | 立田恭三 | 立田恭三 | 立田恭三          | 立田恭三            | （放送なし）    | 虎谷温子 佐藤佳奈   | 虎谷温子 佐藤佳奈 | 虎谷温子 佐藤佳奈   | 虎谷温子 佐藤佳奈     | 虎谷温子 佐藤佳奈           | （放送なし）      |
| 2024.3.25  | 2024.9.28  | 立田恭三 | 立田恭三 | 立田恭三 | 立田恭三          | 立田恭三△ 大野晃佳△ | 立田恭三 達淳一 | 虎谷温子 佐藤佳奈   | 虎谷温子 佐藤佳奈 | 虎谷温子 佐藤佳奈   | 虎谷温子 佐藤佳奈     | 虎谷温子△ 吉田奈央△ 林マオ△ | 虎谷温子 佐藤佳奈 |
| 2024.9.30  | 2025.3.28  | 立田恭三 | 立田恭三 | 立田恭三 | 立田恭三          | 立田恭三△ 大野晃佳△ | （放送なし）    | 虎谷温子 佐藤佳奈   | 虎谷温子 佐藤佳奈 | 虎谷温子 佐藤佳奈   | 虎谷温子 佐藤佳奈     | 虎谷温子△ 吉田奈央△ 林マオ△ | （放送なし）      |
| 2025.3.31  | 現在       | 立田恭三 | 立田恭三 | 立田恭三 | 立田恭三          | 大野晃佳            | （放送なし）    | 虎谷温子 佐藤佳奈   | 虎谷温子 佐藤佳奈 | 虎谷温子 佐藤佳奈   | 虎谷温子 佐藤佳奈     | 澤口実歩                    | （放送なし）      |

※太字は総合統括司会。
| 期間      | 期間      | 月曜         | 火曜         | 水曜     | 木曜     | 金曜                        |
| --------- | --------- | ------------ | ------------ | -------- | -------- | --------------------------- |
| 2010.3.29 | 2018.3.30 | 辛坊治郎     | 辛坊治郎     | 辛坊治郎 | 辛坊治郎 | 辛坊治郎                    |
| 2018.4.2  | 2019.3.29 | 野村明大     | 野村明大     | 野村明大 | 辛坊治郎 | 辛坊治郎                    |
| 2019.4.1  | 2022.3.25 | 野村明大     | 野村明大     | 野村明大 | 野村明大 | 野村明大                    |
| 2022.3.28 | 2024.3.22 | 野村明大     | 横須賀ゆきの | 野村明大 | 野村明大 | 野村明大                    |
| 2024.3.25 | 2025.3.28 | 横須賀ゆきの | 横須賀ゆきの | 野村明大 | 野村明大 | 高岡達之△ 高井望△ 高橋克哉△ |
| 2025.3.31 | 現在      | 横須賀ゆきの | 横須賀ゆきの | 野村明大 | 野村明大 | 野村明大△ 高橋克哉△         |

| 期間      | 期間      | 月曜                                                      | 火曜                                                      | 水曜                                                      | 木曜                                                      | 金曜                                                      |
| --------- | --------- | --------------------------------------------------------- | --------------------------------------------------------- | --------------------------------------------------------- | --------------------------------------------------------- | --------------------------------------------------------- |
| 2010.3.29 | 2011.9.30 | 小澤昭博 尾山憲一 立田恭三 （シフト制）                   | 小澤昭博 尾山憲一 立田恭三 （シフト制）                   | 小澤昭博 尾山憲一 立田恭三 （シフト制）                   | 小澤昭博 尾山憲一 立田恭三 （シフト制）                   | 小澤昭博 尾山憲一 立田恭三 （シフト制）                   |
| 2011.10.3 | 2017.3.31 | 小澤昭博 尾山憲一 立田恭三 本野大輔 （シフト制）          | 小澤昭博 尾山憲一 立田恭三 本野大輔 （シフト制）          | 小澤昭博 尾山憲一 立田恭三 本野大輔 （シフト制）          | 小澤昭博 尾山憲一 立田恭三 本野大輔 （シフト制）          | 小澤昭博 尾山憲一 立田恭三 本野大輔 （シフト制）          |
| 2017.4.3  | 2020.9.25 | 小澤昭博 尾山憲一 立田恭三 本野大輔 平松翔馬 （シフト制） | 小澤昭博 尾山憲一 立田恭三 本野大輔 平松翔馬 （シフト制） | 小澤昭博 尾山憲一 立田恭三 本野大輔 平松翔馬 （シフト制） | 小澤昭博 尾山憲一 立田恭三 本野大輔 平松翔馬 （シフト制） | 小澤昭博 尾山憲一 立田恭三 本野大輔 平松翔馬 （シフト制） |
| 2020.9.28 | 2021.3.26 | 平松翔馬                                                  | 平松翔馬                                                  | 平松翔馬                                                  | 立田恭三                                                  | 立田恭三                                                  |
| 2021.3.29 | 2021.8.27 | 大野晃佳                                                  | 平松翔馬                                                  | 平松翔馬                                                  | 平松翔馬                                                  | 大野晃佳                                                  |
| 2021.8.30 | 2022.3.25 | 平松翔馬                                                  | 平松翔馬                                                  | 大野晃佳                                                  | 立田恭三                                                  | 立田恭三                                                  |
| 2022.3.28 | 2023.3.31 | 立田恭三                                                  | 立田恭三                                                  | 久保葵                                                    | 諸國沙代子                                                | 諸國沙代子                                                |
| 2023.4.3  | 2023.8.25 | 立田恭三                                                  | 久保葵                                                    | 久保葵                                                    | 諸國沙代子                                                | 諸國沙代子                                                |
| 2023.8.28 | 2023.9.29 | 大野晃佳                                                  | 久保葵                                                    | 久保葵                                                    | 諸國沙代子                                                | 諸國沙代子                                                |
| 2023.10.2 | 2024.3.22 | 大野晃佳△ 平松翔馬△                                       | 久保葵                                                    | 久保葵                                                    | 諸國沙代子                                                | 諸國沙代子                                                |
| 2024.3.25 | 2024.9.27 | 諸國沙代子                                                | 久保葵                                                    | 久保葵 中野雄太△                                          | 諸國沙代子                                                | 大野晃佳 久保葵△ 中野雄太△                                |
| 2024.9.30 | 2025.3.28 | 諸國沙代子                                                | 佐藤佳奈                                                  | 佐藤佳奈                                                  | 諸國沙代子                                                | 大野晃佳                                                  |
| 2025.3.31 | 現在      | 佐藤佳奈                                                  | 佐藤佳奈                                                  | 佐藤佳奈                                                  | 佐藤佳奈                                                  | 大野晃佳                                                  |

| 期間       | 期間       | 月曜                    | 火曜                                            | 水曜                                              | 木曜                                                                    | 金曜                                                              |
| ---------- | ---------- | ----------------------- | ----------------------------------------------- | ------------------------------------------------- | ----------------------------------------------------------------------- | ----------------------------------------------------------------- |
| 2010.3.29  | 2011.4.1   | 石川敏男                | あべかすみ                                      | 佐々木博之                                        | 長谷川まさ子                                                            | 城下尊之                                                          |
| 2011.4.4   | 2011.9.30  | 石川敏男                | あべかすみ                                      | 長谷川まさ子△ 嵯峨聖子△ 菊地真由子△               | 駒井千佳子△ 川内天子△                                                   | 城下尊之                                                          |
| 2011.10.3  | 2012.7.20  | 石川敏男                | あべかすみ                                      | 長谷川まさ子△ 嵯峨聖子△                           | 駒井千佳子△ 川内天子△                                                   | 城下尊之                                                          |
| 2012.7.23  | 2016.3.25  | 石川敏男                | あべかすみ                                      | 長谷川まさ子△ 嵯峨聖子△ 菊地真由子△               | 駒井千佳子△ 川内天子△                                                   | 城下尊之                                                          |
| 2016.3.28  | 2020.4.3   | あべかすみ              | 城下尊之                                        | 長谷川まさ子△ 嵯峨聖子△ 菊地真由子△               | 駒井千佳子△ 川内天子△                                                   | 石川敏男                                                          |
| 2020.4.6   | 2022.3.25  | あべかすみ△ 川内天子△   | 城下尊之△ 長谷川まさ子△                         | 長谷川まさ子△ 嵯峨聖子△ 菊地真由子△               | 駒井千佳子△ 川内天子△                                                   | 石川敏男                                                          |
| 2022.3.28  | 2022.10.28 | あべかすみ△ 川内天子△   | 城下尊之△ 長谷川まさ子△ 中西正男△               | 長谷川まさ子△ 嵯峨聖子△ 菊地真由子△               | 駒井千佳子△ 川内天子△                                                   | 石川敏男△ 中村竜太郎△                                             |
| 2022.10.31 | 2022.12.2  | あべかすみ△ 川内天子△   | 城下尊之△ 長谷川まさ子△ 中西正男△ あべかすみ△   | 長谷川まさ子△ 嵯峨聖子△ 菊地真由子△               | 駒井千佳子△ 川内天子△                                                   | 石川敏男△ 中村竜太郎△                                             |
| 2022.12.5  | 2022.12.27 | （不在）                | 城下尊之△ 長谷川まさ子△ 中西正男△ あべかすみ△   | 長谷川まさ子△ 嵯峨聖子△ 菊地真由子△               | （不在）                                                                | 石川敏男△ 中村竜太郎△                                             |
| 2023.1.4   | 2023.3.31  | （不在）                | 長谷川まさ子△ 中西正男△ あべかすみ△             | 長谷川まさ子△ 菊地真由子△ 駒井千佳子△             | （不在）                                                                | 石川敏男△ 中村竜太郎△                                             |
| 2023.4.3   | 2023.4.28  | 立田恭三                | 長谷川まさ子△ 中西正男△ あべかすみ△             | 長谷川まさ子△ 菊地真由子△ 駒井千佳子△             | 立田恭三                                                                | 石川敏男△ 中村竜太郎△ 荒木田範文△                                 |
| 2023.5.1   | 2023.8.25  | 長谷川まさ子 立田恭三   | 長谷川まさ子△ 中西正男△ あべかすみ△             | 長谷川まさ子△ 菊地真由子△ 駒井千佳子△             | 駒井千佳子 立田恭三                                                     | 石川敏男△ 中村竜太郎△ 荒木田範文△                                 |
| 2023.8.28  | 2023.9.22  | 長谷川まさ子 佐藤佳奈   | 長谷川まさ子△ 中西正男△ あべかすみ△             | 長谷川まさ子△ 菊地真由子△ 駒井千佳子△ 中西正男△   | 石川敏男△ 長谷川まさ子△ 駒井千佳子△                                     | 石川敏男△ 中村竜太郎△ 荒木田範文△                                 |
| 2023.9.25  | 2024.3.22  | 佐藤佳奈                | 長谷川まさ子△ 中西正男△ あべかすみ△             | 長谷川まさ子△ 菊地真由子△ 駒井千佳子△ 中西正男△   | 石川敏男△ 中村竜太郎△ 荒木田範文△                                       | 佐藤佳奈△ 立田恭三△                                               |
| 2024.3.25  | 2025.3.28  | 駒井千佳子△ 菊地真由子△ | 長谷川まさ子△ 中西正男△ あべかすみ△ 駒井千佳子△ | 長谷川まさ子△ 菊地真由子△ 駒井千佳子△ 荒木田範文△ | 石川敏男△ 中村竜太郎△ 荒木田範文△ 駒井千佳子△ 菊地真由子△ 長谷川まさ子△ | 石川敏男△ 荒木田範文△ 中村竜太郎△ 長谷川まさ子△ 吉田奈央△ 林マオ△ |
| 2025.3.31  | 現在       | （不在）                | （不在）                                        | （不在）                                          | 駒井千佳子△ 長谷川まさ子△                                               | （不在）                                                          |

| 期間      | 期間       | 月曜                     | 火曜                     | 水曜                     | 木曜                     | 金曜                     |
| --------- | ---------- | ------------------------ | ------------------------ | ------------------------ | ------------------------ | ------------------------ |
| 2010.3.29 | 2011.3.31  | 吉田奈央                 | 吉田奈央                 | 吉田奈央                 | 斉藤雪乃                 | 斉藤雪乃                 |
| 2011.4.1  | 2011.9.30  | 斉藤雪乃                 | 斉藤雪乃                 | 斉藤雪乃                 | 吉田奈央                 | 吉田奈央                 |
| 2011.10.3 | 2012.3.30  | 斉藤雪乃                 | 斉藤雪乃                 | 中谷しのぶ               | 中谷しのぶ               | 吉田奈央                 |
| 2012.4.2  | 2012.6.29  | 斉藤雪乃                 | 斉藤雪乃                 | 中谷しのぶ               | 中谷しのぶ               | 吉田奈央△ 中谷しのぶ△    |
| 2012.7.2  | 2012.9.28  | 斉藤雪乃                 | 斉藤雪乃                 | 斉藤雪乃△ 中谷しのぶ△    | 中谷しのぶ               | 中谷しのぶ               |
| 2012.10.1 | 2013.3.29  | 斉藤雪乃                 | 斉藤雪乃                 | 斉藤雪乃△ 中谷しのぶ△    | 斉藤雪乃△ 中谷しのぶ△    | 斉藤雪乃△ 中谷しのぶ△    |
| 2013.4.1  | 2018.3.30  | 斉藤雪乃                 | 斉藤雪乃                 | 斉藤雪乃                 | 武田訓佳                 | 武田訓佳                 |
| 2018.4.2  | 2018.6.29  | 斉藤雪乃                 | 斉藤雪乃                 | 中村秀香                 | 武田訓佳                 | 武田訓佳                 |
| 2018.7.2  | 2018.9.7   | 中村秀香                 | 中村秀香                 | 中村秀香                 | 武田訓佳                 | 武田訓佳                 |
| 2018.9.10 | 2018.12.28 | 中村秀香                 | 斉藤雪乃                 | 中村秀香                 | 武田訓佳                 | 武田訓佳                 |
| 2019.1.7  | 2020.3.27  | 中村秀香                 | 中村秀香                 | 武田訓佳                 | 武田訓佳                 | 武田訓佳                 |
| 2020.3.30 | 2020.9.25  | 中村秀香                 | 中村秀香                 | 斉藤雪乃△ 武田訓佳△      | 斉藤雪乃△ 武田訓佳△      | 佐藤佳奈                 |
| 2020.9.28 | 2022.3.25  | 佐藤佳奈                 | 佐藤佳奈                 | 斉藤雪乃△ 武田訓佳△      | 斉藤雪乃△ 武田訓佳△      | 佐藤佳奈                 |
| 2022.3.28 | 現在       | 達淳一（気象予報士兼任） | 達淳一（気象予報士兼任） | 達淳一（気象予報士兼任） | 達淳一（気象予報士兼任） | 達淳一（気象予報士兼任） |

| 期間      | 期間       | 月曜                           | 火曜                           | 水曜                           | 木曜                           | 金曜                           |
| --------- | ---------- | ------------------------------ | ------------------------------ | ------------------------------ | ------------------------------ | ------------------------------ |
| 2010.3.29 | 2016.6.17  | （不在）                       | （不在）                       | （不在）                       | （不在）                       | （不在）                       |
| 2016.6.20 | 2018.2.20  | 木島由利香                     | 木島由利香                     | 木島由利香                     | 木島由利香                     | （不在）                       |
| 2018.2.21 | 2018.5.4   | （不在）                       | （不在）                       | （不在）                       | （不在）                       | （不在）                       |
| 2018.5.7  | 2018.8.3   | 木島由利香                     | 木島由利香                     | 山下あゆみ                     | 山下あゆみ                     | （不在）                       |
| 2018.8.6  | 2018.9.28  | 丸田絵里子                     | 丸田絵里子                     | 山下あゆみ                     | 山下あゆみ                     | （不在）                       |
| 2018.10.1 | 2021.2.12  | 丸田絵里子                     | 丸田絵里子                     | 丸田絵里子                     | 丸田絵里子                     | 丸田絵里子                     |
| 2021.2.15 | 2021.5.7   | （不在）                       | 丸田絵里子                     | 丸田絵里子                     | 丸田絵里子                     | 丸田絵里子                     |
| 2021.5.10 | 2021.12.28 | 丸田絵里子                     | 丸田絵里子                     | 丸田絵里子                     | 丸田絵里子                     | 丸田絵里子                     |
| 2022.1.4  | 2022.3.25  | 丸田絵里子                     | 丸田絵里子                     | 丸田絵里子                     | （不在）                       | （不在）                       |
| 2022.3.28 | 現在       | 達淳一（お天気キャスター兼任） | 達淳一（お天気キャスター兼任） | 達淳一（お天気キャスター兼任） | 達淳一（お天気キャスター兼任） | 達淳一（お天気キャスター兼任） |

### 降板した出演者
| 出演者             | 期間                                                                                   | 担当                      |
| ------------------ | -------------------------------------------------------------------------------------- | ------------------------- |
| 辛坊治郎           | 番組開始 - 2019年3月29日                                                               | 解説                      |
| 高岡達之           | 2024年3月29日 - 2025年3月14日                                                          | 解説                      |
| 川田裕美           | 番組開始 - 2011年12月28日                                                              | 司会                      |
| 林マオ             | 2024年3月29日 - 2025年3月21日                                                          | 司会                      |
| 諸國沙代子         | 2016年3月28日 - 2025年3月27日                                                          | 司会 → スポーツキャスター |
| 吉田奈央           | 番組開始 - 2016年12月1日、2019年1月9日 - 2020年7月29日、2023年8月17日 - 2024年12月20日 | お天気キャスター → 司会   |
| 中谷しのぶ         | 2011年10月5日 - 2016年12月27日                                                         | お天気キャスター → 司会   |
| 小澤昭博           | 番組開始 - 2020年9月24日                                                               | スポーツキャスター        |
| 尾山憲一           | 番組開始 - 2020年9月23日                                                               | スポーツキャスター        |
| 本野大輔           | 2011年10月 - 2020年9月25日                                                             | スポーツキャスター        |
| 平松翔馬           | 2017年4月3日 - 2024年2月26日                                                           | スポーツキャスター        |
| 木島由利香         | 2016年6月21日 - 2018年7月31日                                                          | 気象予報士                |
| 山下あゆみ         | 2018年5月7日 - 2018年9月27日                                                           | 気象予報士                |
| 丸田絵里子         | 2018年8月6日 - 2022年3月23日                                                           | 気象予報士                |
| 佐々木博之         | 番組開始 - 2011年3月30日                                                               | 芸能リポーター            |
| 川内天子           | 2011年4月7日 - 2022年12月1日                                                           | 芸能リポーター            |
| 城下尊之           | 番組開始 - 2022年12月27日                                                              | 芸能リポーター            |
| 嵯峨聖子           | 2011年4月6日 - 2022年12月21日                                                          | 芸能リポーター            |
| 石川敏男           | 番組開始 - 2025年3月28日                                                               | 芸能リポーター            |
| あべかすみ         | 番組開始 - 2025年3月25日                                                               | 芸能リポーター            |
| 菊地真由子         | 2011年4月6日 - 2025年3月27日                                                           | 芸能リポーター            |
| 中村竜太郎         | 2022年4月1日 - 2025年3月28日                                                           | 芸能リポーター            |
| 中西正男           | 2022年3月29日 - 2025年3月25日                                                          | 芸能リポーター            |
| 荒木田範文         | - 2025年3月28日                                                                        | 芸能リポーター            |
| 国木田かっぱ       | - 2022年3月末                                                                          | まるトクZIP!リポーター    |
| 川崎亜沙美         | 2013年2月 - 2022年3月末                                                                | まるトクZIP!リポーター    |
| 彼方茜香           | 2013年2月 - 2022年3月末                                                                | まるトクZIP!リポーター    |
| 白ヶ澤香織         | 2013年2月 - 2022年3月末                                                                | まるトクZIP!リポーター    |
| 赤松悠実           | 2015年8月 - 2022年3月末                                                                | まるトクZIP!リポーター    |
| 吉本考志           | - 2022年3月末                                                                          | まるトクZIP!リポーター    |
| 松本さやか         | 2017年10月26日 - 2022年3月末                                                           | まるトクZIP!リポーター    |
| 三村毬乃           | 2017年11月6日 - 2022年3月末                                                            | まるトクZIP!リポーター    |
| 池田愛恵里         | 2017年11月21日 - 2022年3月末                                                           | まるトクZIP!リポーター    |
| 竹井慧             | 2021年2月18日 - 2022年3月末                                                            | まるトクZIP!リポーター    |
| KOHARU亭けいじろう |                                                                                        | 師匠! お仕事です          |
| 笑福亭笑瓶         |                                                                                        | 浪花ふしぎ発犬!!          |
| 當間琉巧           | 2024年10月1日 - 2025年3月25日                                                          | 毎週火曜日レギュラー      |

## 番組使用曲
番組テーマ曲
- 「シェリーに口づけ」／ミッシェル・ポルナレフ （2010年3月29日 - 2017年10月31日、2023年8月28日[注 51] - 現在）
- 「ハッピー!Ce matin」（ハッピー!す・またん）／す・またん!バンド（2017年11月1日 - 2022年3月25日）
  - 「ハッピー!Ce matin（盆踊りver.）」／す・またん!バンド（2018年7月23日 - 2018年8月27日）※夏期間限定
- 「やってみなはれ！知らんけど」／す・またん!バンド（2019年9月2日 - 2019年11月10日）※2か月間限定
- 「Be My Baby」／ヴァネッサ・パラディ （2022年3月28日 - 2023年8月25日）

天気予報
- 「フィーリン!」／マイクロスター （2010年3月29日 - 2013年6月6日、2021年12月9日[注 52]、2022年3月28日[注 53] - 2023年8月25日、2025年4月15日[注 54]）
- 「時間旅行」／す・またん!バンド[注 55]、石井竜也[注 55] （2013年6月6日 - 2022年3月25日、2025年3月28日[注 56]）
- 「Everyone's Song」／石井竜也 （2014年 - 2019年3月29日）[注 57]
- 「晴れほれ」、「曇っちゃうな」、「いやし雨」、「いやし雪」、「こんな日はご用心」／嘉門タツオ （2016年10月1日 - 2022年3月25日）
- 「Morning Train (Nine To Five)」／シーナ・イーストン（2023年8月28日 - 2024年3月22日）
- 「OVER THE TROUBLE」／織田裕二（2024年3月25日 - 2024年6月28日）
- 「白いカイト」／ My Little Lover（2024年7月1日 - 2024年8月30日）
- 「ALL MY LOVING」／ 福山雅治（2024年9月2日 - 2024年9月30日）
- 「Shapes Of Love」／Every Little Thing（2024年10月1日 - 2024年10月31日）
- 「Precious Junk」／平井堅（2024年11月1日 - 2025年6月27日）
- 「SPARKLE」／山下達郎（2025年6月30日 - 2025年7月28日・毎週月曜日）
- 「夏疾風」／嵐（2025年7月1日 - 2025年7月29日・毎週火曜日）
- 「渚」／スピッツ（2025年7月2日 - 2025年7月30日・毎週水曜日）
- 「太陽は罪な奴」／サザンオールスターズ（2025年7月3日 - 2025年7月31日・毎週木曜日）
- 「世界でいちばん熱い夏」／プリンセス プリンセス（2025年7月4日 - 2025年7月25日・毎週金曜日）
- 「ENDLESS SUMMER NUDE」／真心ブラザーズ（2025年8月4日 - 毎週月曜日）
- 「ジェットコースター・ロマンス」／DOMOTO（2025年8月5日 - 毎週火曜日）
- 「心を開いて」／ZARD（2025年8月6日 - 毎週水曜日）
- 「少年時代」／井上陽水（2025年8月7日 - 毎週木曜日）
- 「シーズン・イン・ザ・サン」／TUBE（2025年8月1日 - 毎週金曜日）

スポーツコーナー
- 「キャンプだ ホイ」／こおろぎ'73（プロ野球春季キャンプ期間中に流される）
- 「負ける気せんね」／辛坊治郎 & 森たけし（プロ野球シーズン中。阪神タイガース勝利時）

## お天気カメラ設置ポイント
- かんさい情報ネットten.を参照。

## スタッフ
- 演出デスク 兼 プロデューサー：山室貴紀、吉井智也 、岡村真朋
- 演出デスク/ディレクター：椿みつゆき、野村仁志
- ディレクター：岡井美樹、杉本彌了、河合希、近藤祐(裕)子、飯塚雅隆、川内一恵、水野良太、川口智宏、原田悠暉、蓮岡幸樹、那須賢道、志村尚史、坂井日向子、斉藤利典、山本純太、岡田万史、高江康太、西村敦、大林哲郎、柴田亮輔、山口紘司、池尻幸造、武藤俊、山下聡、金光真吾、坂本知世、杉本知佳、坂口雅昭、山崎英河、稗田大倫、寿木要、影下弘樹、伊東文郎、神川聡明、岡篤史(志)、山口里佳、石黒真帆、藤田勝之、那波ゆかり、吉田陽、村上優香、空口一城、大和真弓、大津栞菜、藤原祥仁
- サブディレクター：馬場伸治（以前はチーフディレクター）【週替り、回によって異なる】
- サブ/フロアディレクター：原田朋実（以前はディレクター→フロアディレクター）【週替り、回によって異なる】
- フロアディレクター：尾根龍二（以前はディレクター）
- チーフプロデューサー：福田幸蔵、吉田聖
- 制作協力：ytv NexTry、よしもとブロードエンタテインメント、ジェットプロダクション
- 制作著作：ytv

過去のスタッフ
- 演出：西川義嗣、大坪正季
- ディレクター：鷲見演博、田中悠司、高田純一、土屋洋之、中野允嗣、木下友禎、瀧井美貴、小林裕紀、西祐輔、門脇大志、竹中毅
- チーフディレクター：木村寛（スポーツ担当）
- 総合演出：村上雅俊、竹綱裕博
- 編成：倉本健次、吉積伸介、小林耕太郎（小林→以前はディレクター►一時離脱）、藤村貴昭
- 宣伝：熊谷有里子、森井亜季
- AP：山崎舞子
- プロデューサー：田中雅博、喜多毅、山岡宗馬、池田健、中林裕登
- チーフプロデューサー：菱田義和、徂徠雅夫（徂徠→以前は、プロデューサー）、宮本典博、伏木崇（伏木→以前は、プロデューサー）、中島恭助、野尻仁、大槻晋士、中嶋信之、米倉功人
- 制作協力：ワイズビジョン、よしもとビジョン

円卓×す・またん!スタッフ
- ディレクター：西田優心
- AD：井本稔章
- EED：井上哲郎、岡本尚樹
- CAM：小島正仁、竹中哲
- MIX：久保智弘、樫山正寿
- CA：竹下茜
- MA：中澤哲矢
- 音効：副島圭祐
- プロデューサー：木村尚美、萩原正裕、古島裕己
- チーフプロデューサー：藤門浩之、野村倫子
- 制作協力：アッシュ
- 制作著作：ytv

## す・またん!バンド
す・またん!バンドは、『朝生ワイド す・またん!』の出演者によって結成されたバンドである。

### 来歴
司会の森・虎谷・川田、解説の辛坊、お天気担当の𠮷田・斉藤（いずれも当時）によって結成。2011年3月21日にTWIN21で行われた『す・またん!バンド チャリティーライブ』で、「シェリーに口づけ」と「サライ」を演奏した。
その後、虎谷がボーカルにパート変更となり、番組を卒業した川田に替わって中谷がベースを引き継ぎ、虎谷は広瀬香美、中谷は渡辺敦子からそれぞれ指導を受ける。2012年5月3日にひらかたパークで『朝生ワイド す・またん!ライブ』が行われ、「シェリーに口づけ」「フィーリン!」「ヘビーローテーション」「負ける気せんね」「情熱大陸」を演奏。さらに『ZIP!』に当時レギュラー出演していたダイスケからコラボの誘いを受け、2012年8月19日にひらかたパークで行われた『ダイスケ「晴れ空のマーチ」発売記念 あなたのマーチ（街）へお邪魔します♪ツアー 超スペシャル野外LIVE 大阪の巻』にアンコールで登場し、ダイスケと「サライ」を演奏した（森は欠席）。
2012年末から、斉藤と中谷によって新たにお天気コーナーの歌を作ろうという企画が始動し、二人が作詞・作曲した「す・またん!めてお」が候補曲として制作された（ユニット名は「とりころ〜る」）が、最終的に石井竜也に楽曲制作を依頼し、石井から「時間旅行」が提供される。その後産休に入った虎谷に替わって、武田が加わったす・またん!バンドバージョンのレコーディングが行われ、石井バージョンとともにお天気コーナーで使用されている。なお、当初は石井バージョンのみが音源化されていたが（2013年9月4日に発売された石井のアルバム「WHITE CANVAS」に収録）、2014年1月22日にはユニバーサルミュージックからす・またん!バンドバージョンのCDが発売されている。2014年6月15日には「大阪マラソンえ〜とこどり よみファ・ウオーク」のゴール地点・大阪城音楽堂でイベントライブを開催。2014年9月3日発売の石井のアルバム「SHINE」収録の「Everyone's Song」では、す・またん!バンドのメンバーがコーラスで参加した。2017年3月29日には「7回帰〜ce matin best album〜」が発売された。また2017年4月1日には大阪城音楽堂にて「す・またん!春フェス2017」が開催された。この公演後に石井竜也と嘉門タツオによる新たなコラボ企画が発足、作詞：嘉門タツオ・作曲：米米CLUBによる新曲「す・またん音頭」（仮題）の制作が発表され、後に当番組の新OP&テーマソングとなる「ハッピー!Ce matin」と正式タイトルとなり、同年11月1日より起用された（2018年3月28日よりダウンロード配信開始）。2018年1月18日の放送2000回では、それを記念して全出演者・スタッフ、石井・嘉門、卒業した川田裕美、吉田奈央（※放映当時は育児休業中で2019年1月より復帰）、中谷しのぶらが出演する「ハッピー!Ce matin」のオリジナルMVが製作され、番組内で随時メイキング映像が、「まるトクZIP!」のコーナー内で完成版が披露された。2018年3月28日正午よりYouTubeにて、このオリジナルMVとさらに別バージョン（諸國沙代子&シュークリームシュによるダンスバージョン）の2バージョンが動画配信された。また、2018年7月20日正午よりYouTubeにて夏限定バージョンとして、諸國と2018年4月より新たにレギュラー入りした野村明大&中村秀香の3人による「盆踊りver.」が動画配信された。また、こちらのバージョンでは野村&中村が台詞やコーラスでレコーディング参加しており、2018年7月23日より同年8月27日までの約1か月期間限定でオープニングに起用された。
2019年10月12日開催予定であったイベント「関西やってみなはれ博覧会！〜知らんけど〜」に向けて、作詞：嘉門タツオ・作曲：キダ・タロー・編曲：松ヶ下宏之による新曲「やってみなはれ！知らんけど」（当初は「大阪明るくするソング」（仮題））が制作され、同年8月28日に初披露（同日よりYouTubeにてオリジナルMVが公開中）された（2019年9月27日よりダウンロード配信開始）、同年9月2日より同年11月10日までの約2か月期間限定でオープニングに起用された。

### メンバー
現在
- 森たけし （ギター、コーラス）
- 野村明大 （ピアノ、コーラス）
- 虎谷温子 （木琴、ボーカル）
- 吉田奈央 （バイオリン、ボーカル）
- 諸國沙代子 （リコーダー・シンセサイザー・サックス、ボーカル）
- 中村秀香 （クラリネット、コーラス）
- 斉藤雪乃 （ピアノ、ボーカル）
- 武田訓佳 （タンバリン・トランペット・ベース、ボーカル）

過去
- 辛坊治郎 （ドラムス、コーラス）
- 川田裕美 （ベース）
- 中谷しのぶ （ベース、ボーカル）

### プロデューサー
- 石井竜也（総合プロデュース）
- 嘉門タツオ（作詞等）
- 松ヶ下宏之（編曲等）

### ディスコグラフィー
| 発売・配信日  | 媒体     | タイトル                     |
| ------------- | -------- | ---------------------------- |
| 2014年1月22日 | シングル | 時間旅行                     |
| 2017年3月29日 | アルバム | 7回帰〜ce matin best album〜 |
| 2018年3月28日 | 配信限定 | ハッピー！Ce matin           |
| 2019年9月27日 | 配信限定 | やってみなはれ！知らんけど   |

## 読売テレビ歴代のローカル朝番組
- お天気ワイドショー（1983年頃）
- 元気いっぱい6時です（1984年頃）
- 朝のニュース&スポーツ（1987年 - 1989年）
- ニュースBOX朝一番!（1989年 - 1991年3月）
- おはようニュースマガジン（1991年 - 1993年9月）
- 元気モンTV（1998年3月 - 2000年6月）
- あさイチ!（2000年7月 - 2005年8月）
- はやおきNEWS ゲツキン!（2005年9月 - 2006年6月）
- 朝生ワイド す・またん!（2010年3月 - 現在）

※1993年10月 - 1998年3月は『ジパングあさ6』、2006年7月 - 2010年3月は『ズームイン!!SUPER・第1部』を同時ネット（いずれも日本テレビ制作。一部コーナー差し替えあり）。